# Blend
Blending (česky mísení) je anglický výraz pro vznik nových slov z částí dvou nebo více jiných slov. Jde o speciální způsob lingvistické kontaminace. Na rozdíl od běžné slovotvorby není význam nového slova skládán z významů těchto částí, ale z významů celých původních slov. Takto vzniklé slovo, anglicky blend, nemá v češtině obecně vžité lingvistické označení, avšak jinojazyčná označení se překládají do češtiny například jako splynulina nebo kufříkové slovo nebo se používá nepřeložené označení portmanteau.
Důvodem vzniku těchto slov je neustálý vývoj daného jazyka a potřeba pro jednoslovný výraz namísto dosavadních víceslovních spojení (zjednodušení a zrychlení komunikace). Výsledné slovo většinou vznikne spojením hlavní části prvního z výchozích slov a koncové části druhého slova, jsou ale i blendingy, které sdílejí několik písmen společných pro obě zdrojová slova.
Pravděpodobně jedno z prvních užití blendingu je z druhé poloviny 19. století.
| „                                  | When a man fell into his anecdotage it was a sign for him to retire from the world. | “ |
| — Benjamin Disraeli, Lothair, 1870 |                                                                                     |   |

Do češtiny se blendy dostávají především z angličtiny. Hojné jsou zejména ve slangu těch oborů, které jsou obecně nejvíce postiženy novými anglicismy. Původní české blendy jsou velmi vzácné a vyskytují se spíše jako jednorázově užitá slova, například návrhy slov Morče či Čechrava jako náhrady označení Česka. Protože se kufříková slova hojně vyskytují v dílech Christiana Morgensterna či Lewise Carrolla, objevují se i v jejich českých překladech (v Morgensternově Šibeničních písních „Tygrhart“, „Pampevlk“, „Brejmyslivec“, v Alence v říši divů „Žvahlav“, „Tlachapoud“).
Ve slovenštině byl tento jev (popsaný jako mechanické spojování morfémů, vztah inkluze ve formové složce) zaznamenán jazykovědci v roce 1989 a popsán na slovu smog.
Srbský filolog Ranko Bugarski nazývá tento typ tvorby slov prolínání, scvrkávání, slévání nebo kontaminace a takto vzniklá slova nazývá slivenice. V roce 2003 jej zmiňoval jako nový fenomén v srbochorvatštině, který se vyskytuje teprve v posledních deseti letech, přičemž jich našel asi 200 (například piski = pivo + whisky, narkoholičar = workoholik aj.), přičemž charakteristický je pro ně kalambúrský a vtipný charakter a nápadná přítomnost v jazyku médií.

## Příklady
- autobus, ze slov automobile a omnibus, velmi etablovaný
- Beton, ze slov Becherovka a tonik
- Brangelina (Brad&Angelina) nebo Merkozy (Merkelová&Sarkozy), blend specifický pro slavný pár nebo dvojici
- brunch, ze slov breakfast a lunch, novější blend, pravděpodobně z 90. let
- Californication, specifický blend ze slov California a fornication
- camcorder, ze slov camera a recorder
- cyborg, ze slov cybernetic a organism
- Czenglish, ze slov Czech a English
- dernisáž, ze slov derniéra a vernisáž
- docudrama, ze slov documentary a drama
- eargasm, z anglických ear a orgasm; podobně mouthgasm z mouth a orgasm
- edutainment, ze slov education a entertainment
- emotikon, počeštěný blend ze slov emoce a ikona
- fansubs, ze slov fans a subtitles
- fanzin, ze slov fantasy a magazine
- freemium, ze slov free a premium
- frenemy, ze slov friend a enemy
- glokalizace, ze slov globalizace a lokalizace (spolu s předchozím je případ blendu, který tvoří navzájem významově protichůdná slova)
- infomercial, ze slov information a commercial
- infotainment, ze slov information a entertainment
- Mluvčáček, ze slov mluvčí a Ovčáček
- moped, ze slov motor a pedál
- motel, ze slov motor a hotel; nebo botel z boat a hotel
- motorway, ze slov motor a highway; nebo motorcade z motor a cavalcade
- prosumer, ze slov professional a consumer
- pulzar, ze slov pulse a quasar
- slanguage, ze slov slang a language
- smog, ze slov smoke a fog
- stagflace ze slov stagnace a inflace
- taxageddon, ze slov tax a armageddon, příklad blendu coby vtipné a snadno pochopitelné zkratky, používaného i v médiích
- tamagoči, japonský blend, vzniklý z japonského slova tamago (vajíčko) a anglického watch Japonci zkomoleného na wočči (hodinky)
- tranzistor, ze slov transfer a resistor
- workoholismus, počeštěný blend anglického slova work (práce) a alkoholismus